# Municipio de Tell
El municipio de Tell (en inglés: Tell Township) es un municipio ubicado en el condado de Huntingdon en el estado estadounidense de Pensilvania. En el año 2000 tenía una población de 648 habitantes y una densidad poblacional de 5.9 personas por km².

## Geografía
El municipio de Tell se encuentra ubicado en las coordenadas 40°14′N 77°47′O / 40.24, -77.78.

## Demografía
Según la Oficina del Censo en 2000 los ingresos medios por hogar en la localidad eran de $32,679 y los ingresos medios por familia eran de $39,444. Los hombres tenían unos ingresos medios de $34,444 frente a los $19,375 para las mujeres. La renta per cápita de la localidad era de $15,832. Alrededor del 8,5% de la población estaba por debajo del umbral de pobreza.